# Cochranella spiculata
Cochranella spiculata är en groddjursart som först beskrevs av William Edward Duellman 1976.  Cochranella spiculata ingår i släktet Cochranella och familjen glasgrodor. Inga underarter finns listade i Catalogue of Life.